# Are Strandli
Are Weierholt Strandli, född 18 augusti 1988 i Stavanger, är en norsk roddare.
Strandli blev olympisk bronsmedaljör i lättvikts-dubbelsculler vid sommarspelen 2016 i Rio de Janeiro. Vid olympiska sommarspelen 2020 i Tokyo slutade Strandli på 12:e plats tillsammans med Kristoffer Brun i lättvikts-dubbelsculler. Deras båt kantrade i semifinalen och roddarna kom därefter inte till start i B-finalen.